# Rob Hart
Rob Hart (ur. 1982 w Staten Island w Nowym Jorku) − amerykański pisarz, autor powieści sensacyjnych i powieści science fiction.

## Życiorys
Pochodzi z Brighton Heights w Staten Island w Nowym Yorku. Ukończył Monsignor Farrell High School (2000) i studia z zakresu dziennikarstwa w State University of New York w Purchase w hrabstwie Westchester w stanie Nowy York (2004).
Pracował jako dziennikarz i wydawca, publikował opowiadania w amerykańskich czasopismach literackich i antologiach. Autor cyklu powieści o prywatnym detektywie Ashu (Ashleyu) McKennie wydawanych w latach 2015−2018, którego pierwsza część, New Yorked (2015), otrzymała nominację do 2016 Anthony Award w kategorii debiutów powieściowych. W 2017 wydał powieść Scot Free napisaną wraz z Jamesem Pattersonem.
W 2019 opublikował powieść science fiction Magazyn, dystopijny thriller przetłumaczony na przeszło 20 języków. Prawa do ekranizacji Magazynu zakupił amerykański reżyser filmowy Ron Howard. Książka The Paradox Hotel (2022), thriller science fiction opowiadający o próbach rozwiązania zagadki morderstwa w hotelu dla podróżników w czasie, została uznana przez „Kirkus Reviews” za najlepszą powieść sensacyjną 2022 roku i otrzymała nominację do 2023 Lambda Literary Award w kategorii LGBTQ+ Speculative Fiction.
Mieszka w Staten Island w Nowym Jorku, ma żonę i córkę.

## Książki

### Cykl powieści o detektywie Ashu McKennie
- New Yorked (2015, ISBN 978-1-940610-40-5)
- City of Rose (2015, ISBN 978-1-940610-51-1)
- Bad Beat: An Ash McKenna and Pete Fernandez Joint (2016, ISBN 978-1-943818-26-6, wraz z Alexem Segurą)
- South Village (2016, ISBN 978-1-943818-17-4)
- The Woman from Prague (2017, ISBN 978-1-68324-575-9)
- Potter's Field (2018, ISBN 978-1-943818-93-8)

### Inne powieści i zbiory opowiadań
- The Last Safe Place: A Zombie Novella (2013, ISBN 978-1-4928-3961-3)
- Scot Free (2017, ISBN 978-0-316-55628-6, wraz z Jamesem Pattersonem)
- Take-Out: And Other Tales of Culinary Crime (2019, ISBN 978-1-947993-42-6)
- The Warehouse (2019, ISBN 978-1-9848-2379-3), wyd. polskie Magazyn (2020), tłum. Jacek Żuławnik, ISBN 978-83-280-7253-4
- The Paradox Hotel (2022, ISBN 978-1-9848-2064-8)
- Assassins Anonymous (2024, ISBN 978-0-593-71739-4), wyd. polskie Anonimowi skrytobójcy (2025), tłum. Tomasz Wyżyński, ISBN 978-83-8252-993-7